# Morris Commercial
Morris Commercial Ltd. – brytyjski producent elektrycznych samochodów dostawczych z siedzibą w Evesham działający od 2015 roku.

## Historia
W 2015 roku  Qu Li, brytyjski przedsiębiorca o chińskich korzeniach, założył przedsiębiorstwo Morris Commercial Limited za siedzibę obierając miasto Evesham w Anglii. Cztery lata później firma przedstawiła przedprodukcyjny egzemplarz swojego autorskiego projektu średniej wielkości elektrycznego samochodu dostawczego. Jednocześnie firma ogłosiła charakterystykę swojej działalności, nawiązując bezpośrednio nazwą i logotypem do historycznej brytyjskiej firmy Morris Commercial Cars działającej w latach 1924–1975.
Nawiązując do historycznej brytyjskiej firmy, w pełni elektryczny Morris JE utrzymany został w estetyce retro, będąc nowożytną interpretacją klasycznego samochody dostawczego J-Type oferowanego na rynku brytyjskim w latach 50. XX wieku. Publiczny debiut pojazdu odbył się we wrześniu 2021 roku podczas prezentacji w stołecznym Design Museum w Londynie. Początek produkcji pojazdu zaplanowany został na 2022 rok, zakładając wytwarzanie rocznie ok. 1000 sztuk. Cena na rynku brytyjskim określona została na 60 tysięcy funtów.

## Modele samochodów

### Planowane
- JE